# Tombe van Orcus

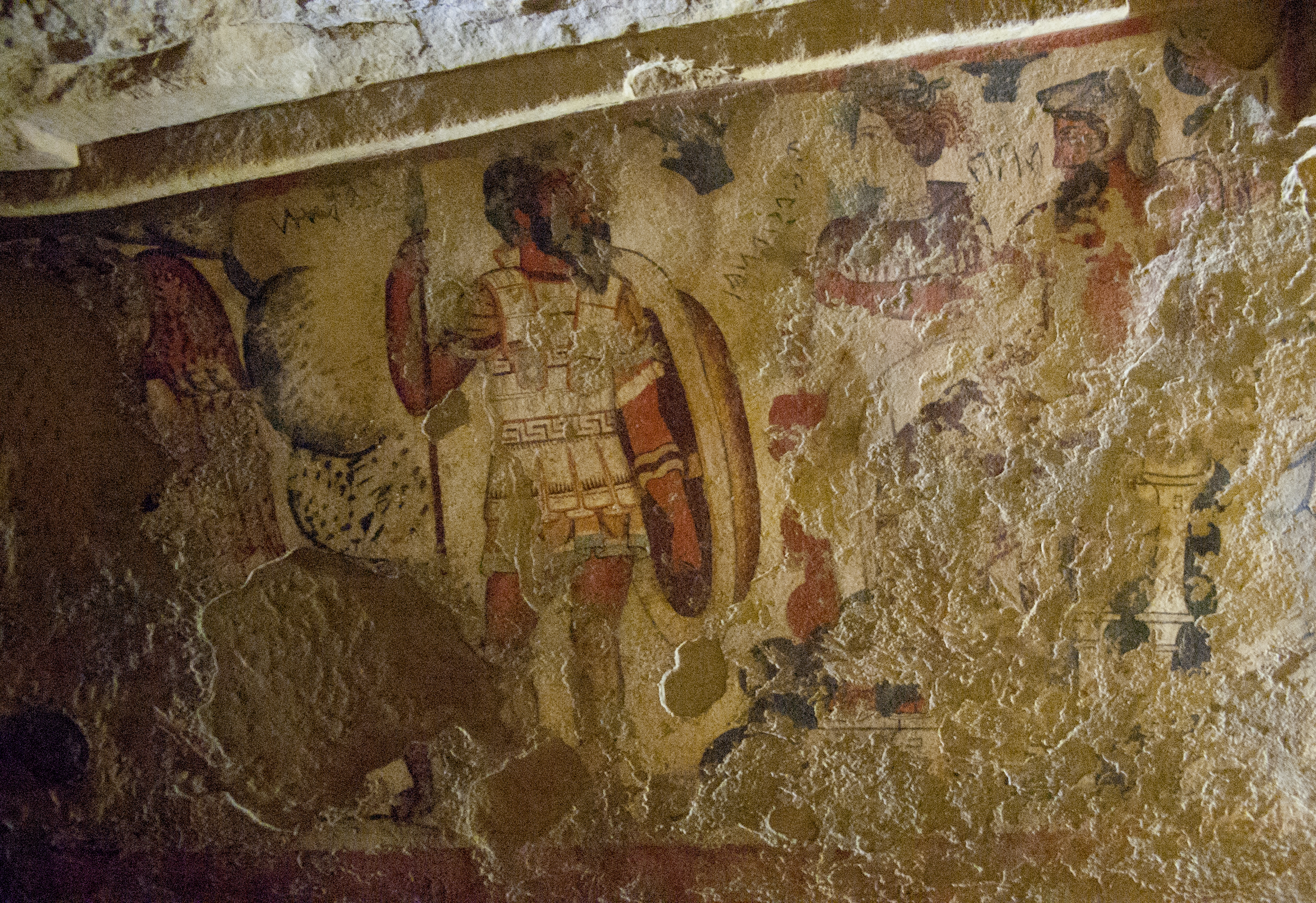
Hades (rechts) en Persephone (midden) leiden een processie

De Tombe van Orcus (Italiaans: Tomba dell'Orco), ook genoemd de Tombe van Murina (Italiaans: Tomba dei Murina), is een Etruskisch hypogeum (grafkelder) in Tarquinia, Italië. De tombe werd ontdekt in 1868 en vertoont sterke hellenistische invloeden in zijn opmerkelijke muurschilderingen, waaronder een portret van Velia Velcha, een Etruskische edelvrouw, en de enige bekende weergave van de demon Tuchulcha. De muurschilderingen laten over het algemeen afbeeldingen van de dood, het kwaad en ongeluk zien.
Omdat de tombe in twee gedeeltes gebouwd is, wordt het soms aangeduid als Tombe van Orcus I en II. Men neemt aan dat de tombe toebehoorde aan de familie Murina, een zijtak van de Etruskische Spurinnae. Het fundament bevat de volgende raadselachtige inscriptie:

LARΘIALE HVLXNIESI MARCESIC CALIAΘESI MVNSLE NACNVAIASI ΘΑΜϹΕ LE…

## Geschiedenis
Orcus I is gebouwd tussen 470 en 450 v.Chr. Een apart hypogeum, Orcus II, werd gebouwd rond 325 v.Chr. Op enig moment in de oudheid is de muur tussen beide ruimtes verwijderd, waardoor een grote tombe met twee ingangen ontstond.
De tombe is blootgelegd in 1868 door een officier van het Franse leger. Tijdens de ontdekking maakte de opgraver de vergissing te denken dat de afbeelding van een cycloop de Romeinse god Orcus voorstelde, vandaar de naam "Tombe van Orcus". De Italiaanse naam Tomba dell'Orco kan ook betekenen "de tombe van de boeman", de betekenis die tegenwoordig in Italië gebruikt wordt.
Een tweede tombe is nog nooit volledig opgegraven.

## Muurschilderingen
Alhoewel de meeste muren beschilderd zijn, zijn de kunstenaars gestopt bij het plafond. Een wetenschappelijke analyse uit 2001 bracht aan het licht dat de gebruikte verf cinnaber, rode oker, orpiment, calciet, koper, and Egyptisch blauw bevatte.
Terwijl de kunstschilderingen in Orcus I hoog aangeschreven staan, in het bijzonder de afbeelding van Velia Velcha, wordt menig kunstwerk uit Orcus II betiteld als pover.
Het is waarschijnlijk dat de Franse opgravers enkele muurschilderingen los probeerden te maken om tentoongesteld te worden in het Louvre, wat ernstige beschadigingen tot gevolg heeft gehad.

### Orcus I

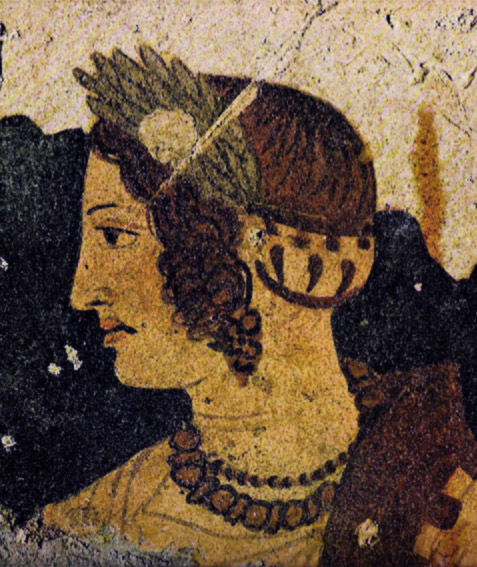
Velia Velcha, afgebeeld op de rechtermuur van Orcus I

De Tombe van Orcus I, ook bekend als de Tombe van Velcha, is gebouwd tussen 470 en 450 v.Chr. De hoofdmuur en de rechterkant geven een feestmaal weer, vermoedelijk de Spurinna familie. De feestgangers worden omgeven door demonen die dienen als bekerdragers.
Een van de feestgangers is een edelvrouw genaamd Velia Velcha (of, in andere interpretaties, Velia Spurinna), wier portret de "Mona Lisa van de klassieke oudheid" genoemd wordt. Haar realistische profiel, in het bijzonder haar oog, toont de invloed van Hellenistische kunst. Anders dan de Mona Lisa echter staat zij bekend om haar grimas of grijns om haar mond.

### Orcus II
De Tombe van Orcus II, soms aangeduid als de Tombe van Orcus, is gebouwd rond 325 v.Chr. De ingang wordt bewaakt door beschilderingen van Charun, de bewaker van de Onderwereld, en een cycloop, mogelijk Polyphemos of Geryones.
De achtermuur toont een begrafenisprocessie, aanschouwd door Aita, de Etruskische god van de Onderwereld, en zijn vrouw Phersipnei. De linkermuur toont vermoedelijk Agamemnon, Tiresias en Ajax in de Onderwereld.
These (Theseus) en de Etruskische equivalent van Pirithoüs worden zittend aan een tafel getoond op de rechtermuur. Terwijl ze een bordspel spelen, worden ze bedreigd door de Etruskische daimon Tuchulcha, die weergegeven wordt met puntige oren, een behaard gezicht en een haakvormige snavel, zwaaiend met slangen in zijn handen. Deze afbeelding is uniek aangezien het de enige bekende weergave van deze demon is.

## Inscriptie
Een inscriptie in het fundament van de tombe gaat als volgt:

LARΘIALE HVLXNIESI MARCESIC CALIAΘESI MVNSLE NACNVAIASI ΘΑΜϹΕ LE…

Dit wordt gelezen als:

Larthiale Hulchniesi Marcesi Caliathesi munisule nacnvaiasi thamuce Le…

De namen "Larthiale Hulchniesi" en "Marcesi[c] Caliathesi" zijn in het datief en betekenen dus "voor/aan Larth Hulchnie" en "voor/aan Marce Caliathe"; "nacnvaiasi" is ook in datieve vorm, van het Etruskische naamwoord nacnvaia, "zij die na ons komen" ("het nageslacht"); het naamwoord "mun[i]s[u]le" verwijst naar een ondergronds monument (niet alleen tombes); het werkwoord "tham[u]ce" betekent "vestigen" of "oprichten"; de "Le..." aan het eind is de afgebroken Etruskische letters LE, alhoewel een gedeelte van de volgende letter zichtbaar is, soms geïnterpreteerd als een "i"; de gehele naam "Leive" wordt voorgesteld.
De zinsnede kan dan vertaald worden als:

Le[ive] richtte dit monument op voor Larth Hulchnie en Marce Caliathe voor het nageslacht.

Larth Hulchnie was naar wordt aangenomen de magistraat van Tarquinia in de 4e eeuw v.Chr., en Marce Caliathe is naar wordt aangenomen zijn "vertegenwoordiger".
Of de inscriptie betekent dat Larth Hulchnie en Marce Caliathe in de tombe begraven zijn is echter onduidelijk, met name omdat zij niet tot de Spurinnae familie behoorden; de meeste wetenschappers geloven dat het monument slechts opgedragen was aan de magistraten. Etruskologen Giuliano en Larissa Bonfante beweren dat de passage incompleet is en oorspronkelijk de betekenis "tijdens de magistratuur" van Hulchnie en Caliathe had (verg. zilci Velusi Hulchniesi, "tijdens de magistratuur van Velu Hulchnie", elders in de tombe gevonden) Volgens deze zienswijze kan de inscriptie vertaald worden als:

Le[ive] richtte dit monument op voor het nageslacht [tijdens de magistratuur] van Larth Hulchnie en Marce Caliathe.

"Marce" is waarschijnlijk een cognaat of voorvorm van "Marcus". "Hulchnie" wordt over het algemeen geïnterpreteerd als de Latijnse gens Fulcinius, en "Larth" is vermoedelijk verwant aan de Griekse naam Laërtes; Sommigen beweren dat Larth Hulchnie "Huclhnie, zoon van Larth" betekent.